# 黎元
黎元（1525年—？年），字叔期，號少朴，四川重慶府涪州人，明朝政治人物。

## 生平
治《詩經》，嘉靖三十一年（1552年）由州學生中式壬子科四川鄉試第六十三名舉人，嘉靖三十五年（1556年）丙辰科三甲第九十三名進士。授陕西盩厔县知县，三十八年升南京户部主事，四十年升员外，四十二年升福建佥事，隆慶二年復除山东，五年正月考察去职。

## 家族
曾祖黎韜；祖黎永厚；父黎萬斗；母夏氏。重慶下，妻張氏。行一。